# ويليام ارتشر
ويليام ارتشر هو محامي كندي، ولد في 1919، وتوفي في 2005.